# La ciutat de l'alegria
 La Ciutat de l'alegria (títol original en anglès: City of Joy) és una pel·lícula franco-britànica dirigida per Roland Joffé, estrenada el 1992 i doblada al català.
Aquesta pel·lícula és una lliure interpretació del llibre de Dominique Lapierre, igualment titulat La Cité de la joie, i publicat el 1985. El llibre ha venut diversos milions d'exemplars i traduït a nombroses llengües.

## Argument
Max, un jove cirurgià estatunidenc, decideix, després del fracàs d'una operació, renunciar a la seva pràctica i marxar a l'Índia. Allà, a Calcuta, davant la misèria, es nega al principi a implicar-se, però després de ser colpejat i robat, és ajudat per una família que fuig de la fam del camp. El granger (Om Puri) el porta a una clínica a la "Ciutat de l'alegria", un dispensari enmig dels barris de barraques, on malgrat els seus problemes, la seva fam i la seva misèria, els indis són tots igualment feliços de la simplicitat de les seves vides.

## Repartiment
- Patrick Swayze: Max Lowe
- Om Puri: Hazari Pal
- Ayesha Dharker: Amrita Pal
- Pauline Collins: Joan Bethel
- Shabana Azmi: Kamla Pal
- Art Malik: Ashoka